# 海绵基薹草
海绵基薹草（学名：Carex stipata）为莎草科薹草属的植物。分布在日本、朝鲜、俄罗斯、北美洲以及中国大陆的吉林、湖北等地，生长于海拔780米至1,700米的地区，一般生长在森林草甸和山沟林下，目前尚未由人工引种栽培。

## 别名
白绿薹草（中国高等植物图鉴）